# ماسیمو کولاچی
ماسیمو کولاچی (ایتالیایی: Massimo Colaci؛ زادهٔ ۲۱ فوریهٔ ۱۹۸۵) بازیکن والیبال اهل ایتالیا است. وی در حال حاضر به عنوان لیبرو دوم و عضو تیم ملی ایتالیا و باشگاه ترنتینو است. کولاچی که در المپیک ریو ۲۰۱۶ جای روسینی را در ترکیب تیم ایتالیا گرفته بود توانست به همراه دیگر بازیکنان تیم به مدال نقره مسابقات دست پیدا کند.